# Função (biologia)
Em biologia, chamam-se funções aos processos que se realizam nos seres vivos e que concorrem para a manutenção da espécie.
As funções que são comuns a todos os seres vivos, também chamadas funções vitais, incluem:
- as funções da reprodução, incluindo a gametogênese, à fecundação, a propagação dos esporos ou outras estruturas reprodutivas, etc.;
- as funções do metabolismo, como a respiração, a alimentação;
- as funções do catabolismo;
- as funções de relação.

Existem, no entanto, funções específicas de alguns grupos de organismos. As plantas verdes possuem a "função clorofilina", ou seja, a capacidade de realizar a fotossíntese. Vários grupos de protistas e bactérias têm, por seu lado, a capacidade de usar vários compostos químicos para sintetizar matéria orgânica - os Químico -autotróficos.
Os animais, em geral, possuem a capacidade de se relacionar com o meio ambiente, incluindo a comunicação com seres da mesma espécie ou de espécies com quem mantêm relações biológicas específicas (ver, por exemplo, as formigas e os pulgões).
O homem tem a capacidade de realizar funções especiais, em virtude da grande capacidade do seu cérebro, como por exemplo, a escrita, a inovação artística ou tecnológica, funções por vezes chamadas "funções inteligentes" ou "funções intelectuais".